# Интернет в Австрии
Интернет в Австрии является частью системы национальной связи и находится на достаточно высоком уровне развития.

## Основные статистические данные
- В стране насчитывается 37 провайдеров, большинство из них зарегистрированы в ассоциации Интернет-провайдеров Австрии ISPA.
- Количество пользователей сети Интернет на 2012 год: 6,7 млн. человек (50-е место в мире), что эквивалентно 81% населения (29-е место в мире)[1].
- Количество выделенных широкополосных линий на 2012 год: 2074252 (41-е место в мире), эквивалентно услугам для 25,2% населения (33-е место в мире)[2].
- Количество абонентов мобильного Интернета на 2012 год: 4564834 (40-е место в мире), что эквивалентно 55,5% населения (23-е место в мире)[3].
- Количество хостов: 3,5 млн. (30-е место в мире на 2012 год)[4].
- 300 тысяч абонентов ADSL-подключений.
- Домен верхнего уровня для Австрии — .at[4]. Рассматривается возможность использования в качестве домена верхнего уровня «.wien» для сайтов, связанных с Веной.

## Провайдеры
На австрийском рынке широкополосного доступа в Интернет преобладают провайдеры DSL, которые быстро обогнали провайдеров кабельного доступа. Однако операторы мобильной связи, использующие технологии UMTS/HSDPA и LTE, быстро набирают силу из-за жесткой конкуренции на рынке. Также доступны SDSL и оптоволоконная связь.
Крупнейшие Интернет-провайдеры Австрии:
- Telekom Austria[6]
- UPC[7]
- Tele2[8]
- kabelPlus, предоставляющий кабельный доступ в Вене и пригородах[9].
- next layer, предоставляющий оптоволоконную связь и услуги центра данных частным предпринимателям[10].

Доступны скорости в 30 Мбит/с для приёма и 5 Мбит/с для отправки данных через DSL (скорость загрузки через VDSL до 50 Мбит/с), а также до 250 Мбит/с на приём и до 25 Мбит/с для отправки через кабельные сети. Также в стране есть ряд небольших Интернет-провайдеров городского, регионального и национального масштаба, имеющих свою инфраструктуру. Многие из них предоставляют услуги Интернета благодаря использованию линий или пропускной способности сетей Telekom Austria в сочетании со статическими IP-адресами или протоколом IPv6. Наиболее известны:
- Hotze.com в Тироле,
- Liwest в Верхней Австрии,
- Salzburg AG в Зальцбурге и окрестностях.

Часть Интернет-провайдеров предлагает доступ на скорости до 250 Мбит по технологии DOCSIS 3.0 или FTTH. Среди них выделяется UPC Fiber Power (250 Мбит/с скорость приёма, 25 Мбит/с скорость отправки) через FTTB-вариацию с коаксиальным кабелем и Blizznet (по 100 Мбит/с приём и отправка, доступен в некоторых округах Вены) по технологии FTTH. Интернет-соединения и несущие для бизнес-центров и баз данных предусматривают скорость передачи данных до 100 Гбит/с и доступны для обмена данными между городами. Главной точкой соединения является Вена, где большинство несущих сигналов имеют хотя бы одну точку присутствия PoP в собственных или нейтральных центрах данных.
Тарифные планы с фиксированной ставкой являются наиболее распространенными для фиксированной широкополосной связи или для мобильной связи. Некоторые кабельные и DSL-провайдеры предоставляют скидки студентам высших учебных заведений. Большинство тарифных планов являются безлимитными для широкополосной связи, в отношении мобильной связи действует лимит на трафик, после превышения которого скорость соединения строго фиксируется.

### Интернет-цензура
По состоянию на август 2014 года, австрийский филиал Международной федерации производителей фонограмм уже подал несколько исков с призывом заблокировать сайты-файлообменники The Pirate Bay и isoHunt за нарушение авторских прав (последний иск был зафиксирован 14 августа 2014). СМИ осудили подобные иски, поскольку разблокировать файлообменники согласно существовавшим нормам права уже не предоставлялось возможным, а подать какую-либо апелляцию также было недоступно. Пострадать могли также и пользователи, пользовавшиеся заблокированным динамическим IP-адресом.
Законопроектов, ограничивающих доступ или позволяющих правительственным службам следить за электронной перепиской или чатами, в австрийском законодательстве нет. Частные лица и группы участвуют в мирном и доброжелательном общении через Интернет (в том числе и через e-mail). При этом доступ к веб-сайтам, нарушающим законодательство (например, детской порнографии или неонацистского содержания) строго запрещается: подобные сайты либо закрываются, либо провайдеры запрещают доступ к ним с территории Австрии.
Конституцией Австрии гарантируется свобода слова и печати, и правительство обязуется защищать права и свободы граждан на доступ к информации. Эти свободы также подтверждаются наличием независимой прессы, выражающей различные точки зрения; эффективной судебной системы и работающим механизмом демократических выборов. Существует возможность обращений с критикой в адрес правительства как публично, так и от частного лица; законом запрещено вмешательство правоохранительных органов в частную жизнь. Уголовная ответственность предусмотрена за разжигание розни по национальному, расовому, религиозному и т.д. признакам; в том числе за отрицание Холокоста или оправдание нацистских преступлений против человечества (в том числе поддержка заявлений в печатных СМИ, на телевидении, радио или в Интернете). Законами Австрии также предусмотрена уголовная ответственность за ложный донос или за клевету. Независимые наблюдатели подвергают критике эти законы, считая, что правоохранительные органы имеют полное право подать в суд за клевету, и именно это отпугивает граждан, подвергшихся жестокому обращению со стороны полиции, от подачи заявлений в суд на полицейский произвол.
31 июля 2012 к 1,5 годам тюрьмы был приговорён 26-летний австриец за распространение нацистской пропаганды: в социальной сети Facebook он разместил информацию о том, что «Моя борьба» является его любимой книгой. Осуждённый пробыл в тюрьме год. Ещё одним громким событием стало раскрытие в феврале 2007 года австрийскими властями подпольной сети, занимающейся распространением детской порнографии в 77 странах: основой для этого послужил отчёт человека, работавшего на одном из венских файл-хостингов.